# Mårten Nilsson Skinnare

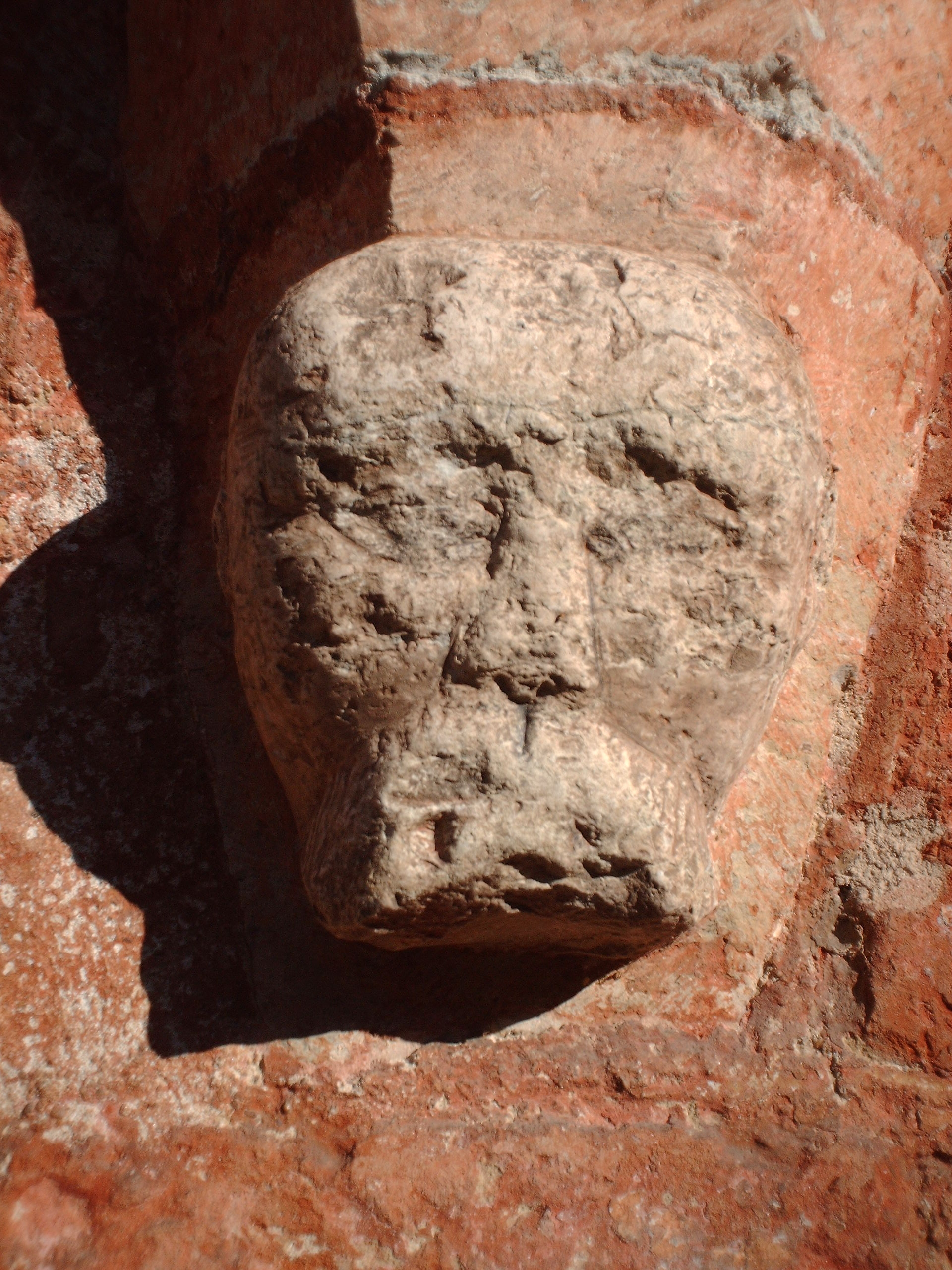
Relief på konsolstenen på Mårten Skinnares hus i Vadstena. Enligt traditionen är det ett porträtt på hospitalsgrundaren. Ansiktet har kluvet skägg av en typ som var vanligt på 1500-talets andra hälft.

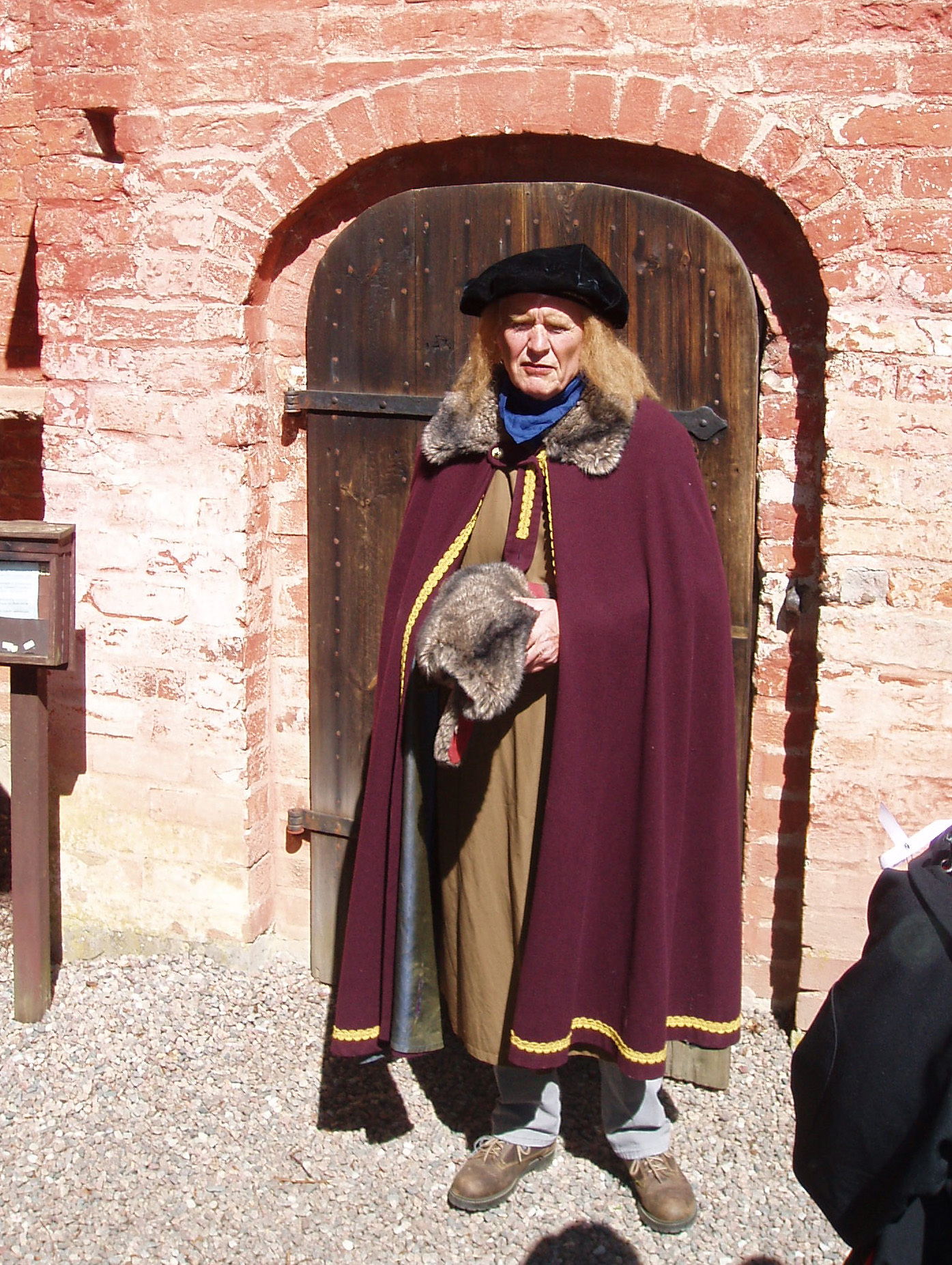
En guide vid Mårten Skinnares hus gestaltar Mårten Skinnare.

Mårten Nilsson Skinnare, även Mårten Skinnare eller Mårten Skinnare Nilsson, död 1542, var en svensk handelsman och troligen en av samtidens rikaste män i Sverige. Inget porträtt på honom finns bevarat. Hans namn lever kvar främst i Vadstena i Östergötland, där det finns ett stenhus, Mårten Skinnares hus, som bär hans namn. Det finns även en gata i Vadstena, Mårten Skinnares gata, uppkallad efter honom. 

## Biografi
Man känner inte till mycket om Mårten Nilsson Skinnares tidiga år. Troligtvis föddes han i slutet av 1400-talet i vadstenatrakten i en välbärgad familj. Hans far uppförde ett pilgrimskapell i Granby strax öster om Vadstena. Mårten fick handelsutbildning i Stockholm och kom senare att syssla med päls- och skinnförsäljning (därav hans namn Skinnare) samt koppar från Bergslagen. Han blev med tiden riktigt förmögen och skaffade sig egendomar i exempelvis Vadstena, Stockholm och Söderköping.
År 1524 fick han av Gustav Vasa rättigheter till silver- och kopparmalmstreck på Kopparberget i Bergslagen och Östergötlands silverberg. Snart föll dock Mårten Skinnare i onåd hos kungen, främst på grund av reformationen. Skinnare, som var en from romersk katolik, understödde sedermera det småländska upproret 1529. 
Mårten Skinnare grundade tillsammans med några förmögna vadstenabor en hospitalsstiftelse i Vadstena, då många pilgrimer som sökte sig till staden inte fick plats på stadens helgeandshus. År 1519 fick han av klostret tre tomter ut med klostermuren där han uppförde sitt hospital för de fattigaste. Hospitalet bestod av en större byggnad i tre våningar (inklusive källare ovan jord) samt lägre trähus runt detta. Mårten Skinnares hus är troligen byggd på resterna av trevåningshuset. 
Brytningen med Gustav Vasa ledde även till att kungen drog in hospitalet till kronan. Kungen skriver i ett brev: "Och skall förbemälde Mårten Skinnare platt intet härefter befatta sig med samma hospital, utan om honom så synes hava där sitt uppehälle och fribröd intill döddagar". Detta brev bidrar till traditionen att Mårten i slutet av sitt liv ska ha blivit sinnesförvirrad och inspärrad på det hospital han själv grundade. Denna historia kan dock inte bevisas. Mårten avled 1543 och begravdes på kyrkogården vid Vadstena klosterkyrka. På platsen finns idag en modern kopia av hans gravsten, originalet förvaras i källaren på Mårten Skinnares hus.

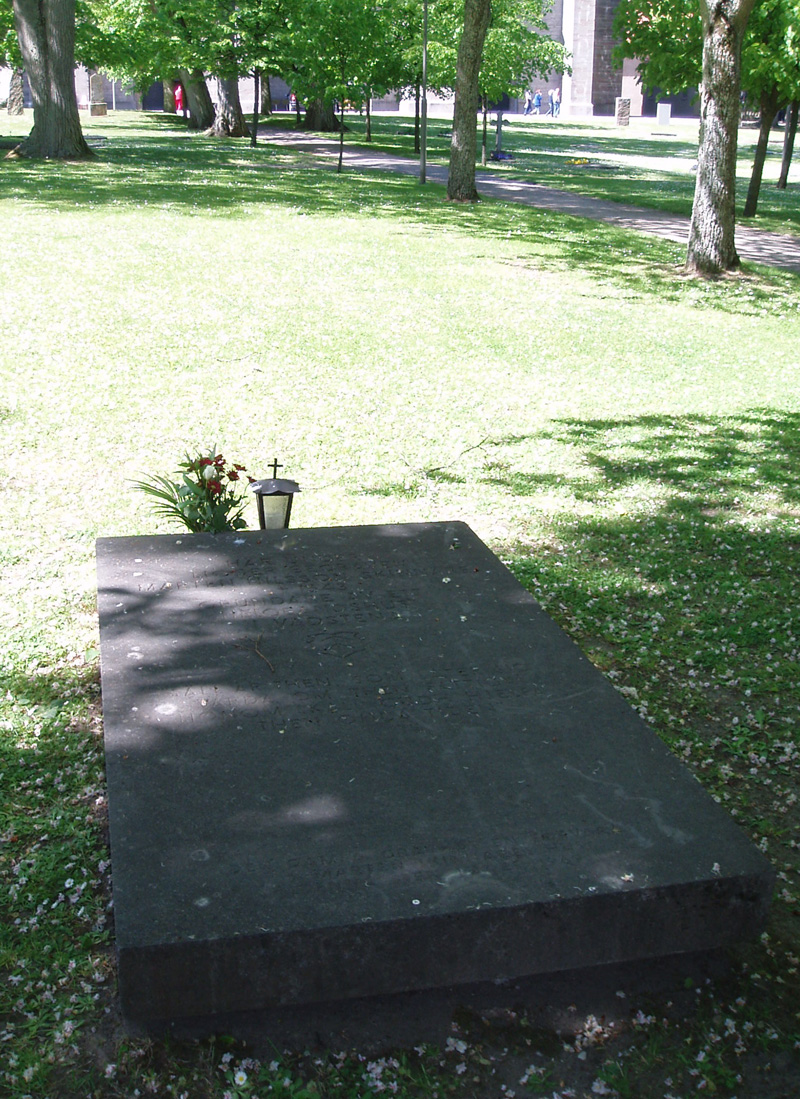
Mårten Skinnares gravplats utanför Vadstena klosterkyrka.